# Bradypterus montis
Bradypterus montis là một loài chim trong họ Locustellidae.